# Pegas (Star Trek: Generația următoare)
„Pegas” (titlu original: „The Pegasus”) este al 12-lea episod din al șaptelea sezon (și ultimul) al serialului TV american științifico-fantastic Star Trek: Generația următoare și al 164-lea episod în total. A avut premiera la 10 ianuarie 1994.
Episodul a fost regizat de LeVar Burton după un scenariu de Ronald D. Moore. Episodul îl prezintă pe Terry O'Quinn în rolul amiralului Eric Pressman. 

## Prezentare
Fostul comandant al lui William Riker vine pe USS Enterprise pentru a da de urma navei USS Pegas. Jean-Luc Picard investighează împrejurările pierderii acesteia și descoperă că situația a fost mușamalizată. 

## Actori ocazionali
- Terry O'Quinn - Adm. Erik Pressman
- Nancy Vawter - Adm. Margaret Blackwell
- Michael Mack - Sirol